# 藤井康男
藤井 康男（ふじい やすお、1930年8月14日 - 1996年11月10日）は、日本の実業家、生化学者、文筆家。

## 来歴
東京都出身で、3代目得三郎（勝之助）の子。千葉大学薬学部卒業後に、大阪大学大学院理学研究科に進学。
1955年、家業の製薬会社龍角散に入社。1960年大阪大学理学博士。1963年龍角散社長。1967年から1977年まで北里大学助教授。1995年龍角散会長。
日本初の臨床試薬会社ヤトロン（現在のLSIメディエンス）の社長などを兼任。クラシック音楽に精通し、龍角散室内管弦楽団では自らソリストを担当した。千代田区教育委員も務めた。
息子の藤井隆太は、1995年から株式会社龍角散の社長に就任。秋田の藤井玄淵から数えると8代目。株式会社の5代目。隆太曰く「典型的なぼんぼん」であり、ほとんど会社に寄り付かず、古参役員に経営を任せきりの放漫経営だったという。そのため隆太が入社した1994年には倒産寸前であった。

## エピソード
- 「秋田で一番有名な民間薬といえば、龍角散。大曲で生まれた。本県では秋田藩士に藤井氏がある。常陸国那珂郡藤井郷発祥の佐竹氏族で、佐竹十代義篤の六男・義貫の子孫である。ほか京、大阪、関東からの入国諸家もあろう[2]。」
- 大曲市の富商藤井家は常陸から佐竹を慕って久保田に入り、江戸中期に大曲に移ったとされ、竜角散を製造した医師・藤井玄渕がいる[3]。
- 第一印象で相手の心をつかむ本によると、1982年（昭和57年）にタイガーバームの代理店となるため、現地へ交渉に行ったが、これは一筋縄ではいかないと思い、「あなたのところは虎。私のところは龍。虎と龍が争っても決着がつかない。しかし、虎と龍が手を組めばどうなるか」と冗談を言ったという。

## 著書
- 『駆風剤』竜角散　1974年
- 『病気と仲よくする法』日本経済新聞社　1975年
- 『駆風剤 続』竜角散　1979年
- 『創造型人間は音楽脳で考える』プレジデント社　1979年
- 『ソフト思考のすすめ 人間の脳の神秘』全国地方銀行協会（銀行新書）　1979年
- 『ひとりよがりの経営学』日本規格協会　1980年
- 『オシッコ健康診断法 病気の早期発見のために』大和書房　1981年
- 『「創造的遊び人間」のすすめ "遊び"で伸ばせ、男の実力!』PHP研究所　1981年　のち文庫
- 『右脳人間学 いまビジネスマンに求められる頭の使い方』番町書房　1981年　のち福武文庫
- 『「創造的人材」の条件』三笠書房　1982年
- 『文科的理科の時代 新・学問のすすめ』福武書店　1982年　のち文庫
- 『右脳ビジネスのすすめ パワーを最大に発揮する法』PHP研究所　1982年
- 『実践右脳人間学 どうしたら右脳を鍛えられるか』番町書房　1983年
- 『おもしろ親子学』福武書店　1984年
- 『心と体をベストに保つ体質革命のすすめ ビジネス・ライフを勝ち抜く男の本』PHP研究所　1984年
- 『秘伝アマチュア学』筑摩書房（ちくまセミナー）　1984年
- 『藤井康男の社長学入門』日本実業出版社　1984年
- 『いい話を2時間もたせる本 愛されるおしゃべり入門』ベストセラーズ（ワニの本）　1985年
- 『90分間集中術 このやり方で勉強も仕事も人より5倍能率が上がる』ごま書房（ゴマブックス）　1985年
- 『21世紀への遺言』講談社　1985年
- 『異説糞尿譚 古今東西、ちょっとくさい話』光文社（カッパ・ブックス）　1986年
- 『女にモテない人間に仕事ができるか できる男の魅力づくり30項』大和出版　1986年
- 『脳力開拓 コンピューターがとらえた画期的右脳・左脳の活用法』池田書店（ゴリラ新書）　1986年
- 『会議・ミーティングが活発になる本 右脳型社長が書いた「ムダな時間」が"笑い"で一変する実践的会議学』かんき出版　1987年
- 『神と仏とサイエンス 生化学者の井戸端宗教学』佼成出版社（ダルマブックス）　1987年
- 『仕事と遊びは掛け算でいけ ゆきづまった脳の働きを刺激する本』大和出版　1987年
- 『一流の人間は女の本心が読める "しつけ"のよさで決まる女の能力・26のキーワード』大和出版　1988年
- 『しごとが面白くなる聖書 キリスト教の世界戦略からビジネス・ノウハウを学ぶ』ダイヤモンド社　1988年
- 『日本人よ、心を鍛えなさい』オーエス出版　1988年
- 『話したかった・知りたかった・こんなこと 藤井康男の「右脳対談」』日本実業出版社　1988年
- 『ビジネス武芸帳 ビジネスマンのためのパフォーマンス』日本規格協会　1988年
- 『いい話を2時間もたせる本 愛されるおしゃべり入門』ベストセラーズ（ワニ文庫）　1989年
- 『「動詞」で読む男の行動作法 できる男は動きが違う!』PHP研究所　1989年
- 『人間の器量は「お金の使い方」で決まる 逆発想"人間の心をお金で買う"16カ条』大和出版　1989年
- 『ビジネスマンのための100曲のクラシック』PHP研究所　1989年
- 『もっと本気で遊びなさい。 遊びかたひとつで人生が豊かになる』サンマーク出版　1989年
- 『いま「ゆらぎ人生」が面白い 大らかに遊び大らかに仕事する新しい生き方』日新報道　1990年
- 『男のこだわりギフト学 贈り物が運ぶ人生の重さ』PHP研究所　1990年
- 『自分の「持ち時間」が倍に活かせる発想 人間のスケールは"時間のムダ使い"で決まる』大和出版　1990年
- 『話し上手になるための12章』史輝出版　1990年
- 『右脳型情報人間が「歴史」を変える』ダイヤモンド社　1990年
- 『多能人間のすすめ 90年代型自己実現の知恵』史輝出版　1990年
- 『「遊び心」のある人ほど「いい仕事」ができる もっと"ゆとり"が生まれてくる「生き方進化論」』大和出版　1991年
- 『カラヤンの帝王学 頂点を極めた男の愛と野望』経済界　1991年
- 『「心の支え」がある人間は人生を楽しめる 迷ったとき活力を生む「四つのビタミンC」』大和出版　1991年
- 『雑学社長のおもしろ読本 役に立たない話』同文書院（快楽脳叢書）　1991年
- 『ビジネスマンの父より愛をこめて 竜角散社長藤井康男が贈る12章』光人社　1991年
- 『右脳天才モーツァルト なぜ、日本人に心地よいか』同文書院（快楽脳叢書）　1991年
- 『意表をつく話 びっくり、どっきり、キテレツ談議』サンマーク出版　1992年
- 『イメージ優先の社長学』情報センター出版局　1992年
- 『藤井康男の平成おやじ講座』講談社　1992年
- 『本物志向のすすめ 個性化経営の社風と社格』日本規格協会　1992年
- 『「笑い」は人間をひと回り大きくする 人生にゆとりをもたらすユーモア社交術』大和出版　1992年
- 『江戸あきんどの知恵袋 老舗の商法 いま受け継ぎたいこと、活かしていきたいこと』大和出版　1993年
- 『できる人間はよく遊ぶ いい仕事を生み出す"ムダ"の効用』大和出版　1993年
- 『経営の心得帳 会社に「強運」をもたらし、うまく「継承」する極意』大和出版　1995年
- 『21世紀の曖昧論』佼成出版社　1996年

## 参考
- 日本人名大辞典『藤井康男』 - コトバンク
- 伝統薬ロングセラー物語 龍角散